# Las Vesgas
Las Vesgas es una localidad y una entidad local menor situadas en la provincia de Burgos, comunidad autónoma de Castilla y León (España), comarca de La Bureba, partido judicial de Briviesca, ayuntamiento de Los Barrios de Bureba.

## Geografía
Al norte de la provincia, vertiente mediterránea, valle del río Oca . Acceso por la carretera autonómica BU-510 en Terrazos de donde parte la local BU-V-5116 ; carretera local BU-V-5104 a Vileña .

## Política
Su alcalde pedáneo (2015-2019) fue Félix Fernández Osua  del Partido Popular.

## Demografía
| Gráfica de evolución demográfica de Las Vesgas entre 1842 y 1970 |
| |
| Población de derecho según los censos de población del INE. Población de hecho según los censos de población del INE.En este censo se denominaba Las Besgas: 1842. Entre el censo de 1857 y el anterior, crece el término del municipio porque incorpora a Terrazos. Entre el censo de 1981 y el anterior, este municipio desaparece porque se integra en el municipio Los Barrios de Bureba. |

En 2006, contaba con 33 habitantes.

## Situación
Dista 3,8 km de la capital del municipio, Los Barrios.

## Historia
Villa , en la cuadrilla de La Vid, una de las siete en que se dividía la Merindad de Bureba perteneciente al partido de Bureba. jurisdicción de realengo con regidor pedáneo.
A la caída del Antiguo Régimen queda constituida como ayuntamiento constitucional del mismo nombre en el	 partido Briviesca , región de Castilla la Vieja , contaba entonces con 139 habitantes.
Posteriormente se integra en Los Barrios de Bureba.

### Descripción en el Diccionario Madoz
Así se describe a Las Vesgas en el tomo IV del Diccionario geográfico-estadístico-histórico de España y sus posesiones de Ultramar, obra impulsada por Pascual Madoz a mediados del siglo XIX:

BESGAS (LAS): villa con ayuntamiento en la provincia, diócesis, audiencia territorial y capitanía general de Burgos (8 ½ leguas), partido judicial y administración de rentas de Briviesca (1 ½); Situada en un llano a la influencia de todos los vientos, con clima sano, sin que se padezcan otras enfermedades que las propias al cambio de la estación. Tiene 48 casas de un solo piso, construidas con poco gusto y sin formar calles; hay entre ellas un edificio donde celebraban sus juntas los representantes de las villas pertenecientes a la antigua merindad de Bureba, y hoy lo verifica el ayuntamiento; escuela de primeras letras, concurrida por niños de ambos sexos, cuyo maestro no percibe otra retribución que la convenida con los padres de aquellos; una iglesia parroquial con el título de San Martín, servida por un cura párroco que provee el arzobispo de Burgos, y el sacristán; una ermita dedicada a la Natividad de Nuestra Señora, la cual fue parroquia en otro tiempo, y una fuente dentro de la villa de ricas y abundantes aguas. Confina el término por N Solduengo; E Vileña; S La Vid, y O Los Barrios de Bureba. El terreno en su mayor parte llano, es de buena calidad; corre por él el arroyo Matapún, que se forma de las aguas que nacen en la sierra de Cascajares y Busto, y uniéndose al Oroncillo, que nace en Fuentebureba, van a desaguar en el río Oca que también pasa próximo a la villa; hay en él un puente de un arco y de buena construcción y un molino harinero con 2 ruedas. Los caminos son de herradura, de pueblo a pueblo y la correspondencia la recibe de la administración de Briviesca. Producciones: trigo, cebada, yeros, habas, legumbres y una pequeña cantidad de uva; hay alguna cría de ganado lanar. Población: 36 vecinos, 139 almas, dedicadas a la agricultura; Capital productivo: 786.310 reales. Imponible: 83.628. Contribución: 3.415.
Diccionario geográfico-estadístico-histórico de España y sus posesiones de Ultramar

## Parroquia
Iglesia católica de San Martín Obispo, dependiente de la parroquia de Los Barrios en el Arcipestrazgo de Oca-Tirón, diócesis de Burgos